# Melalgus talpula
Melalgus talpula är en skalbaggsart som först beskrevs av Pierre Lesne 1911.  Melalgus talpula ingår i släktet Melalgus och familjen kapuschongbaggar. Inga underarter finns listade i Catalogue of Life.